# Michele Columbu
Michele Columbu (Ollolai, 8 febbraio 1914 – Cagliari, 10 luglio 2012) è stato un politico e scrittore italiano, esponente del Partito Sardo d'Azione e già parlamentare europeo.

## Biografia
Nel 1948 fu eletto consigliere comunale del suo paese, del quale divenne anche sindaco nel corso degli anni sessanta. Nell'aprile del 1964 fu protagonista della "marcia su Cagliari", percorrendo a piedi 500 km lungo tutta la Sardegna per chiedere lavoro e sviluppo delle zone interne e montane.
Dal 1972 al 1976 fu deputato indipendente eletto nelle liste del Partito Comunista Italiano, in seguito all'accordo elettorale stipulato tra il Psd'Az e il Pci, ricoprendo anche la carica di vicepresidente della commissione parlamentare Agricoltura e foreste, in quota al gruppo misto e delle autonomie del quale era membro.
Ricandidato alle elezioni politiche del 1976, non fu rieletto per una manciata di voti. Nel 1980 presentò con successo la sua candidatura al consiglio comunale di Cagliari portando il Partito Sardo d'Azione al 4,1% dei consensi cittadini. È stato il sindaco del capoluogo sardo dal 12 al 19 agosto 1980.
Venne eletto parlamentare europeo alle elezioni del 1984 per la lista Federalismo, formata da un accordo tra il PSd'Az e l'Union Valdôtaine. È stato membro della Commissione per la politica regionale e l'assetto territoriale, della Commissione per gli affari istituzionali, della Commissione per la protezione dell'ambiente, la sanità pubblica e la tutela dei consumatori.
Nel 1984 divenne pure consigliere regionale ma si dimise subito dopo, a causa dell'incompatibilità di questo incarico con quello di eurodeputato. È stato segretario del Partito Sardo d'Azione dal 1974 al 1979 e poi presidente dal 1979 fino al 1991, anno in cui si ritirò dalla politica per motivi d'età e di salute.
Ha scritto anche numerosi saggi di carattere politico e la raccolta di racconti "L'aurora è lontana".
Si spegne la notte del 10 luglio 2012 a 98 anni.